# Tabernacolo del Porcellana

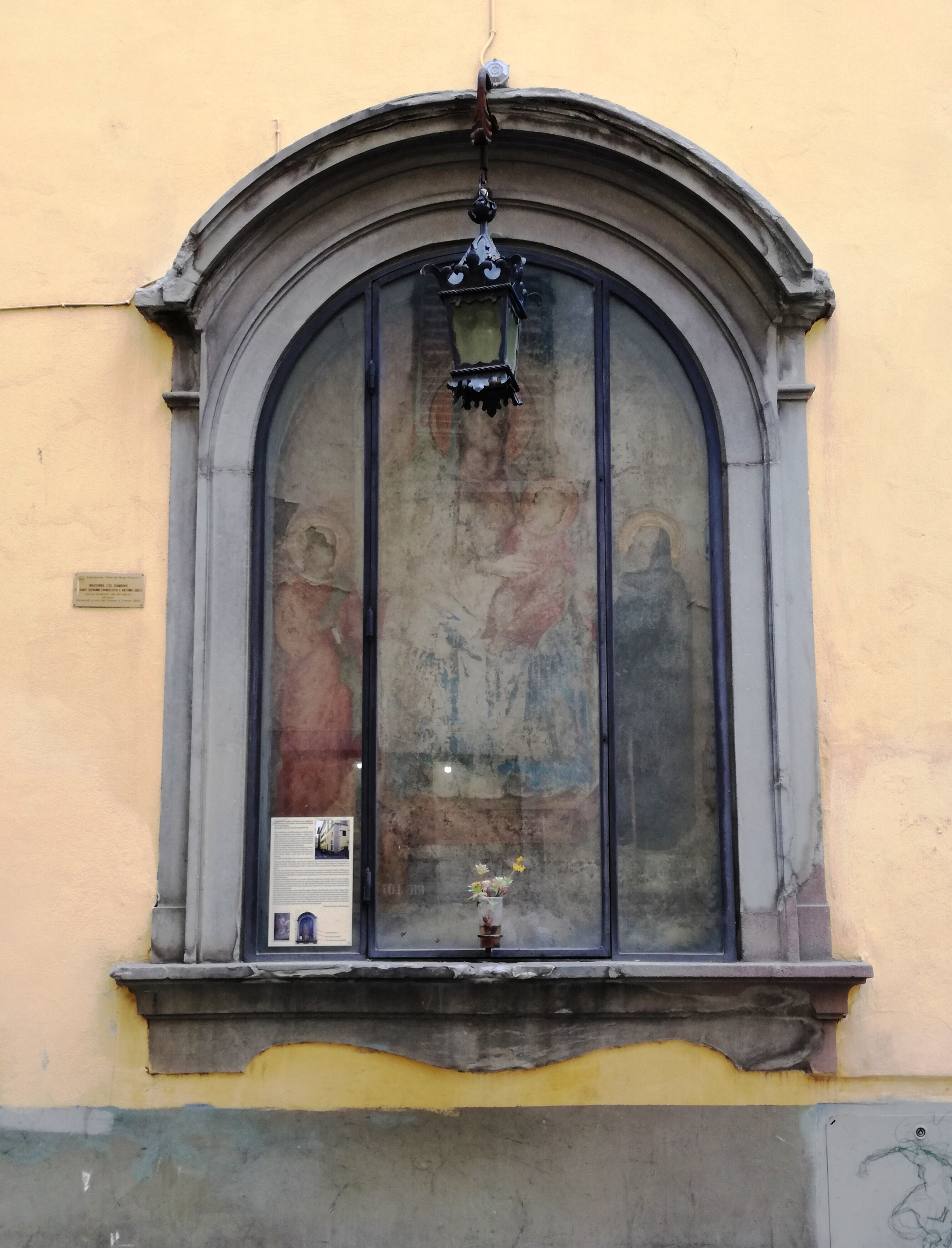
Tabernacolo del Porcellana

Il tabernacolo del Porcellana è un'edicola votiva monumentale di Firenze, situata in via del Porcellana, sulla cantonata est nei pressi di via Palazzuolo. Raffigura la Madonna col Bambino in trono tra i santi Giovanni Evangelista e Antonio abate e il committente e viene attribuito a un artista della cerchia di Taddeo Gaddi. Fu realizzato probabilmente per Guccio Aghinelli detto "il Porcellana", su una parete dell'ospedale di cui fu il rettore. 

## Storia e descrizione
L'edificio tra via della Scala, via del Porcellana e via Palazzuolo era un tempo occupato dall'ospedale dei Santi Jacopo e Filippo, detto "del Porcellana" dal nome del suo benemerito rettore dal 1337, Guccio Ghinelli o Aghinelli. 
Il tabernacolo si presenta oggi entro una edicola centinata, di tipologia tardo seicentesca, fornito di lanterna e racchiudente la pittura murale, oramai consunta, raffigurante la Madonna col Bambino in trono, i santi Giovanni Evangelista e Antonio Abate e il committente (che si tende ad identificare con lo stesso Guccio Aghinelli), di scuola fiorentina databile attorno alla metà del Trecento (riferibile alla scuola di Taddeo Gaddi). Non è chiara la scelta dei santi, o del particolare gesto del Bambino che si volge verso Antonio Abate, piuttosto che verso il Committente. La presenza di Giovanni evangelista potrebbe spiegarsi come santo patrono del committente (che allora potrebbe essere qualcuno diverso da "Guccio").
L'affresco fu restaurato nel 1843 da Lorenzo Martani, quindi nel 1958 dai fratelli Benini per le cure del Comitato per l'estetica cittadina, e ancora nel 1995 dalla ditta P.T. Color, su interessamento del Comune di Firenze.